# 活美登利
株式会社活美登利（かつみどり）は、東京都品川区上大崎に本社を置く、回転寿司店を展開する会社である。

## 概要
「高級寿司店のクオリティーを手軽に回転寿司でご提供する」というのが創業以来のコンセプト。

## 梅丘寿司の美登利総本店との関係
2013年頃までは、「梅丘寿司の美登利総本店がプロデュースするお店」という表記がホームページ等で見られたが、現在は使用されていない。
梅丘寿司の美登利総本店のホームページには、“「梅丘寿司の美登利総本店」と「回し寿司活美登利」は別会社として運営しています。” という注意が掲載されている。

## 店舗
公式ホームページの店舗一覧参照

## 沿革
- 2002年03月 - 「有限会社　活美登利」設立
- 2002年04月 - JR東急目黒ビル内アトレ1階に「回し寿司　活」開店
- 2005年12月 - ピーコック代官山1階に「活 代官山店｣開店
- 2006年06月 - ダイエー碑文谷店内に「活 碑文谷店」開店
- 2006年09月 - 「有限会社 活美登利」から「株式会社 活美登利」へ
- 2008年04月 - JR・東急蒲田駅ビル内グランデュオ蒲田に「回し寿司活 蒲田店」開店
- 2010年09月 - 西武池袋本店に「回し寿司活西武池袋店」開店
- 2011年06月 - 美登利ホールディングス、設立
- 2011年07月 - 横浜スカイビル内に｢回し寿司活 横浜スカイビル店」開店
- 2011年12月 - 西武渋谷店に「回し寿司活 西武渋谷店」開店
- 2012年03月 - お届け寿司 「活 五反田店」開店
- 2014年08月 - エミオ石神井公園店（イースト）開店
- 2014年11月 - グランツリー武蔵小杉店開店
- 2016年01月 - 米国法人　Katsumidori U.S.A.,INC 設立
- 2016年12月 - ハワイオアフ島　KATSUMIDORI SHUSHI TOKYO
- 2016年12月 - ハワイプリンスホテルワイキキ店　開店
- 2018年02月 - 「回し寿司活 シャポー船橋店」開店
- 2021年07月 - 「回し寿司活 流し寿司＆テイクアウト GEMS中目黒店」開店
- 2022年05月 - 「寿司活 ジョイナス横浜店」開店